# 37519 Amphios
37519 Amphios è un asteroide troiano di Giove del campo troiano. Scoperto nel 1977, presenta un'orbita caratterizzata da un semiasse maggiore pari a 5,2042885 UA e da un'eccentricità di 0,0058283, inclinata di 25,45996° rispetto all'eclittica.
L'asteroide è dedicato ad Anfio, uno degli alleati di Priamo durante la guerra di Troia.